# Возвращение Фантоцци
«Возвращение Фантоцци» (итал. Fantozzi - il ritorno) — итальянская кинокомедия 1996 года. Сиквел фильма «Фантоцци в раю», девятая часть декалогии.

## Сюжет
Фантоцци не может жить без приключений. В этой серии внучку Фантоцци похищают, требуя выкуп, Фантоцци бросается на её поиски; наговаривает в сексе по телефону огромные суммы; синьорина Сильвани хочет сделать пластическую операцию и под видом беременной от него, Фантоцци, требует денег; бухгалтера сажают в тюрьму…

## В ролях
| Актёр                | Роль                   |
| -------------------- | ---------------------- |
| Паоло Виладжио       | Уго Фантоцци           |
| Милена Вукотич       | Пина Фантоцци          |
| Жижи Редер           | геометр Филлини        |
| Мария Кристина Макка | Угина, внучка Фантоцци |
| Анна Маццамауро      | синьорина Сильвани     |
| Паоло Паолини        | Мегадиректор           |
| Нери Паренти         | заключённый            |